# Naufragio del rimorchiatore Curzola
Con l'espressione naufragio del rimorchiatore Curzola ci si riferisce al sinistro marittimo del rimorchiatore "Curzola" misteriosamente scomparso tra l'11 e il 12 marzo 1935. Nel 2023 è stato avvistato in Sicilia a 120 metri s.l.m., a 9 chilometri da Augusta dov'era destinato, partito da Taranto.

## Storia
Nel 1914 il rimorchiatore italiano era stato varato con il nome dell'isola omonima dalmata (Korčula), promessa al Regno d'Italia nel segreto Patto di Londra, in cambio dell'adesione dell'Italia alla guerra al fianco di Regno Unito e Francia.
Vent'anni dopo, si dovette raccontare la storia del suo naufragio, appena accennato in un articolo de La Stampa di Torino del giorno 16 marzo del 1935: infatti in quell'anno si lanciò il grido di allarme della scomparsa dell'imbarcazione.
Il regio rimorchiatore d'alto mare "Curzola" era partito il 10 marzo 1935 dal porto di Taranto diretto per Augusta. Le premesse generali del viaggio prospettavano normali condizioni di tempo e di mare, eppure non giunse mai a destinazione. Prima di partire, aveva subito alcune riparazioni.
Alle ore 19 dell'11 marzo, continuando a leggere il rapporto del giornale, l'equipaggio comunicò di trovarsi a qualche miglio dalla costa calabra, nei pressi di Punta Stilo, e che la sua navigazione procedeva regolarmente. Fu l'ultimo contatto, poiché da quel momento in poi non si ebbero più loro notizie.
Nelle successive giornate del 12, 13, 14 e del 15 marzo (sino alle ore 14), si mossero numerose unità navali della prima squadra del Dipartimento marittimo di Taranto, coadiuvate da alcuni aerei, che fecero accurate ricerche del "Curzola", concentrandosi soprattutto nella zona di mare in cui esso avrebbe potuto trovarsi. Inoltre, si perlustrò il litorale senza risultati.

## Cause
Le autorità, visto l'esito negativo di tutte le ricerche, dedussero che il "Curzola" era sicuramente affondato con tutto il suo equipaggio, per causa improvvisa, e che, al momento dei fatti, non era possibile precisare di più e si procedette quindi alla sua immediata radiazione dal quadro del Regio naviglio. Il "Curzola" fu inserito fra i mezzi che nell'anno finanziario 1935-1936 (fino al 1º gennaio 1936) vennero radiati in diminuzione della consistenza del naviglio.
A bordo del rimorchiatore si trovavano tre sottufficiali e 15 marinai. Nessuno di loro sopravvisse. Non furono diffusi i nomi dei 18 uomini.
Il giornale Rivista marittima scrisse in un articolo titolato "I rischi della navigazione": «La recente dolorosissima perdita del rimorchiatore Curzola, sulle cui cause non è stato possibile avere indizi sufficienti nè fare induzioni attendibili, ha richiamato alla nostra memoria una statistica apparsa qualche anno fa nella rivista «La Marina Italiana» circa le cause di perdita delle navi in mare. In questo nostro tempo, in cui l'ansia della velocità ha pervaso l'umanità intera, in cui a cagione di quest'ansia è diventato pericoloso passeggiare distratti per le vie di una città e un problema di cinematica attraversarne una strada, in cui i giornali hanno sentito bisogno di istituire la rubrica «Le disgrazie della strada», in cui è diventato forse più sicuro affidarsi al trasporto aereo, può essere interessante esaminare il rischio (ossia la frequenza percentuale degli incidenti) del sistema forse più antico di locomozione che, dopo il «pedibus calcantibus», abbia ideato l'uomo: la navigazione.»

## Ritrovamento
Nel 2023, il « Curzola » è stato ritrovato in Sicilia in modo casuale, al largo delle coste di Brucoli, nel Siracusano, dopo 90 anni dalla sua scomparsa, proprio il relitto del rimorchiatore "Curzola", del quale si erano perse le tracce del "misterioso" naufragio nella data del 12 marzo 1935.
Il nome ben evidente sulla poppa del rimorchiatore ha permesso l'immediato riconoscimento. Le operazioni esplorative sono state condotte dall'ispettore onorario per i Beni subacquei di Siracusa, Fabio Portella, mentre era alla ricerca di un sommergibile della seconda guerra mondiale, in stretto contatto con la Soprintendenza del Mare della Regione Siciliana, come ribadito in un comunicato ufficiale.
Il relitto è stato scoperto ad una distanza di 2,3 miglia dalla costa, al traverso di Capo Campolato, nei pressi di Brucoli, e ad una profondità di circa 120 metri. Si procederà ad una documentazione video e fotografica, poiché "l'elevata profondità e le difficili condizioni", la completa oscurità, la bassa temperatura, i problemi di decompressione, rendono improbabile la riemersione di parti del rimorchiatore, già viste attraverso un breve video inviato alla stampa.
Nel 2023 è stata avanzata l'ipotesi che la causa del naufragio sia da collegarsi alle "avverse condizioni meteo o una collisione con una nave ignota". Per i discendenti dei militari italiani dispersi si è aperta la possibilità di fare finalmente luce sulla fine dei loro cari.